# سامسونج جالكسي إي 5
سامسونج جالكسي E5 (بالإنجليزية: Samsung galaxy E5)‏ هو هاتف ذكي يعمل بنظام أندرويد أنتجته شركة سامسونج في فبراير من العام 2015.

## المواصفات

### الشاشة
الشاشة بقياس 5 بوصات بدقة عرض 720×1280 بكسل، وبكثافة 294 بكسل في البوصة الواحدة، أما تقنية العرض فهي سوبر أموليد مع تقنية اللمس المتعدد، ولدى الشاشة عدة أجهزة لقياس التسارع والإضاءة والبعد.

### نظام التشغيل والمعلجة والذاكرة
أندرويد 4.4 هو نظام التشغيل في الجهاز، أما من ناحية المعالج فالمعالج من نوع كوالكوم بسرعة 1.2 جيجاهرتز رباعي النوى، ومعالج الرسوميات هو أدرينو 305. الذاكرة الداخلية للجهاز بسعة 16 جيجابايت وذاكرة الرام بسعة 1.5 جيجابايت، ويمكن للجهاز استقبال بطاقة ذاكرة بسعة 64 جيجابايت.

### الكاميرا
لدى الجهاز كاميرا خلفية بدقة 8 ميجابكسل، مع فلاش LED وتقنية التركيز التلقائي، أما دقة تصوير الفيديو فهي 1080 بكسل (Full HD). والكاميرا الأمامية بدقة 5 ميجابكسل. ميزات للكاميرا: التركيز باللمس، وتحديد الوجه، والتصوير البانورامي.

### الصوتيات
نظام الوسائط المتعددة في الجهاز هو Android media player، وهو قادر على تشغيل ملفات بصيغ: OGG وإم بي 3 وMP4 وWAV، ويمكن للجهاز تسجيل الأصوات.

### الإنترنت
متصفح الإنترنت في الجهاز هو Android Browser، كما يحمل تقنية واي فاي مع ميزة الواي فاي ثنائي الحزمة، ومن تقنيات التراسل: POP3 وMMS.

### الاتصال
جيل الاتصالات في الجهاز هو الجيل الرابع، ويمكنه الاتصال هاتفيا بطريقة الفيديو، أما تقنية البلوتوث فمن الإصدار الرابع، واليو إس بي من الإصدار الثاني.

### جسم الجهاز
كتلة الجهاز 140 غرام، وأبعاده هي: 7.3 مليمتر سمكا، و70.2 مليمتر عرضا، و141.6 مليمتر طولا، وهو مغلف بطبقة من زجاج غوريلا من الإصدار الرابع.

### باقي المواصفات
بطاريته بسعة 2400 ملي أمبير وغير قابلة للنزع، ومن المخطط له إدخال تطبيق راديو إف إم إليه، ومدخل سماعة الرأس بقطر 3.5 مليمتر.